# Институт органической и физической химии имени А. Е. Арбузова
Институт органической и физической химии им. А. Е. Арбузова Казанского научного центра РАН — исследовательский центр Российской академии наук, расположенный в Казани.
Крупнейший физико-химический и химико-биологический исследовательский центр РАН в Поволжье. Основными направлениями деятельности являются химия фосфора, гетеро- и макроциклических соединений, углеродных и элементоорганических нанокластеров; создание биологически активных препаратов; химия и геохимия нефти; стереохимия и кристаллохимия молекулярных, супрамолекулярных и наноразмерных систем; диагностика функциональных материалов. В ИОФХ создан первый в России региональный центр государственного контроля качества лекарственных средств. Институт активно участвует в выборе кандидатов на получение Международной Арбузовской премии в области фосфорорганической химии.
Число сотрудников — около 220 человек, в числе которых 2 академика и 1 член-корреспондент Российской академии наук, 4 члена Академии наук Татарстана, более 30 докторов наук и 120 кандидатов наук.

## История
В 1945 году был создан Казанский филиал Академии наук СССР, в составе которого был организован Химический институт, бессменным директором которого был академик А. Е. Арбузов. В 1965 году Химический институт объединился с основанным в 1958 году Казанским институтом органической химии, директором которого был академик Б. А. Арбузов. В результате слияния двух институтов возник современный ИОФХ, носящий имя А. Е. Арбузова.
В 1969 году за успехи в развитии науки и подготовку высококвалифицированных научных кадров Институт органической и физической химии имени А. Е. Арбузова Академии наук СССР награждён орденом Трудового Красного Знамени.
С 1971 года при институте действует Дом-музей академиков А. Е. и Б. А. Арбузовых.
Руководители института: Б. А. Арбузов (1965—1971), А. Н. Пудовик (1972—1989), А. Н. Верещагин (1989), Э. С. Батыева (1989—1990, и. о. директора), А. И. Коновалов (1990—2001), О. Г. Синяшин (с 2001—2017), А. А.  Карасик (с 2017).